# Кишев, Артур Суфадинович
Артур Суфадинович Кишев (род. 21 февраля 1980) — российский футболист.

## Биография
Профессиональную карьеру начал в 1996 году в клубе «Моздок» из третьей лиги. В 1997 году играл за «Бештау» Лермонтов «Нарте» Черкесск. В 1998 году вернулся в «Моздок». В сезоне 2001/2002 года выступал за азербайджанский клуб «Карабах-Азерсун» Агдам, провёл в чемпионате 8 матчей, забил два гола. В 2003 году выступал за «Моздок» в любительской лиге. В сезоне 2003/2004 года за азербайджанский «Нефтчи» Баку, в высшей лиге провёл 10 матчей.